# اوزول ای اسپنسر
اوزول ای اسپنسر (به انگلیسی: Ozwell E. Spencer) نام یک شخصیت ساختگی در مجموعه بازی‌های رزیدنت ایول است که توسط شرکت کپ‌کام ساخته شده‌است.او یکی از سه بنیانگذار شرکت آمبرلا و در حقیقت رئیس کل این شرکت بود. اسپنسر دارای یک شخصیت منفی در این سری است. شرکت او یعنی آمبرلا، یکی از رکن‌های اصلی بازی به حساب می‌آید. این شرکت هدف‌های شومی مانند تولید سلاح‌های غیرقانونی و بیولوژیکی، و تبدیل انسان‌ها به سلاح‌هایی فرمانبردار، برای خودشان بود. اسپنسر در کانون این تفکرات وحشتناک شرکت آمبرلا بود. اسپنسر طراح پروژه کودکان وسکر بود. او در نهایت در آگوست سال ۲۰۰۶ و در حدود ۸۳ سالگی به دست آلبرت وسکر کشته شد. با کشته شدن اسپنسر، شرکت آمبرلا هم، به شکل کامل نابود شد.